# In Old New Mexico
In Old New Mexico este un film american western din 1945 regizat de Phil Rosen. Protagoniștii filmului sunt Duncan Renaldo ca The Cisco Kid, Martin Garralaga ca Pancho, Gwen Kenyon ca Ellen Roth și Norman Willis ca Will Hastings.
Lansat pe 15 mai 1945, a fost al doilea dintre cele trei filme cu Cisco Kid realizate în acel an, cu Duncan Renaldo ca The Cisco Kid și Martin Garralaga în rolul lui Pancho.